# SN 2010jl
SN 2010jl – supernowa typu IIn odkryta 3 listopada 2010 roku w galaktyce UGC 5189A. W momencie odkrycia miała maksymalną jasność 13,50m.